# Krásna
Krásna (em húngaro: Abaszéplak) é um bairro de Košice, a segunda maior cidade da Eslováquia. Está situado no distrito de Košice IV, na região de Košice. Tem 20,05 km² de área e sua população em 2018 foi estimada em 5.627 habitantes.